# 让维尔 (瓦兹省)
让维尔（法語：Janville，法語發音：[ʒɑ̃vil] ⓘ）是法国瓦兹省的一个市镇，属于贡比涅区。

## 地理
让维尔（49°27'19"N, 2°51'37"E）面积0.94 平方千米，位于法国上法蘭西大區瓦兹省，该省份为法国北部内陆省份，北起索姆省，西接厄尔省和滨海塞纳省，南至塞纳-马恩省和瓦兹河谷省，东临埃纳省。
与让维尔接壤的市镇（或旧市镇、城区）包括：舒瓦西欧巴克、克莱鲁瓦、隆格伊-阿内勒。

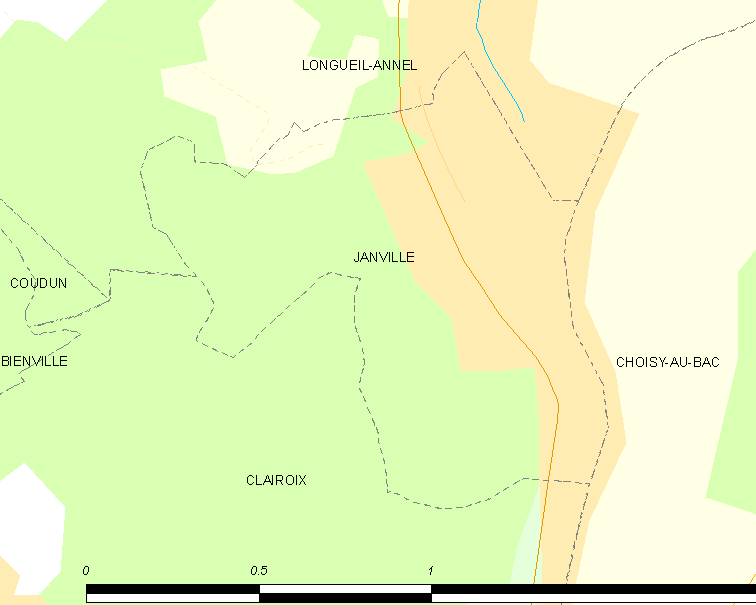
的OSM定位图

让维尔的时区为UTC+01:00、UTC+02:00（夏令时）。

## 行政
让维尔的邮政编码为60150，INSEE市镇编码为60323。

## 政治
让维尔所属的省级选区为贡比涅第一县。

## 人口

1962-2008年间人口变化图示

让维尔于2022年1月1日时的人口数量为635人。